# PY-1 – Піллайперумалналлур
PY-1 – Піллайперумалналлур – індійський офшорний газопровід, споруджений для видачі продукції одного з родовищ басейну Кавері.
Станом на початок 2020-х років основна частина родовищ басейну Кавері виявлена на суходолі (де, зокрема, була створена Газотранспортна система басейну Кавері), втім, розвідка на прилягаючому шельфі також дала певні результати. Так, в 2009-му Hindustan Oil Exploration Company (з кінця 2000-х найбільшим акціонером є італійський нафтогазовий гігант ENI) почала видобуток з родовища PY-1 (виявлене ще в 1980-му індійською компанією ONGC, проте тривалий час знаходилось поза розробкою). Для видачі його продукції проклали газопровід довжиною 56 км та діаметром 350 мм, який починається від платформи, встановленої в районі з глибиною 69 метрів, та прямує до берегової наземної установки підготовки Піллайперумалналлур продуктивністю 1,6 млн м3 на добу. Далі підготований газ по короткій перемичці подається на ТЕС Піллайперумалналлур.
Можливо відзначити, що вже у 2011-му почалось стрімке падіння видобутку з PY-1, що відповідним чином вплинуло на обсяги транспортування по газопроводу. Втім, наприкінці 2010-х на родовищі почались роботи, що  мають за мету ввести в розробку нові поклади та хоча б частково відновити видобуток.